# Хайнрих Корнелий Агрипа фон Нетесхайм
Хайнрих Корнелий Агрипа фон Нетесхайм (на немски: Heinrich (Henricus) Cornelius Agrippa von Nettesheim) е германски философ, теолог, херметист, кабалист, астролог и алхимик. Един от най-известните и значими окултисти на Ренесанса.

## Биография
Хайнрих Корнелий Агрипа е роден на 14 септември 1486 г. в Кьолн, Германия. Учи в университетите в Кьолн и Париж. През 1510 г. е ученик на абат Йохан Тритемий, който е учител и на Парацелз. Заминава в Англия, където слуша публичните лекции на английския хуманист и теолог Джон Колет. Завръща се в Европа и няколко години е на служба при император Максимилиан I. След това, за известно време, е лекар в двора на Луиза Савойска, а през 1530 г. е историограф на император Карл V. Умира на 18 февруари 1535 г. в Гренобъл, Франция.

## Творчество
Най-значимото и известно произведение на Агрипа е неговата Окултна философия (De occulta philosophia), в три книги. Написана в първия си вариант още през 1510 г., първата книга е издадена през 1531 г. в Париж, а всички три книги през 1533 г. в Кьолн. Съчинението на Агрипа представлява сборник по окултизъм, който съдържа компилирано знание за древната философия и магия, метафизиката, теологията, астрологията, алхимията, Кабала, нумерологията, медицината, окултните свойства на металите, минералите, растенията, животните, човешките тяло, душа и дух, ангелите и боговете, природата на веществата, стихиите и числата, същността и връзката между човека, света и Бог.

## Съчинения
- За несигурността и суетата на науките, 1527 (De incertitudine et vanitate scientiarum)
- Декламация за благородството и превъзходството на женския пол, 1529 (Declamatio de nobilitate et praecellentia foeminei sexus)
- Окултна философия, 1531, 1533 (De occulta philosophia libri tres)